# Каримов, Шавкат Ибрагимович
Шавкат Ибрагимович Каримов (узб. Karimov Shavkat Ibragimovich; 21 июня 1943 года, Ташкент Узбекская ССР, СССР) — врач-хирург, специалист в области здравоохранения. С 1991 по 1998 год занимал должность министра здравоохранения, с 2004 по 2016 года занимал должность Ректора 2-ТашГосМИ и Ташкентской медицинской академии. В настоящее время Директор Республиканского Специализированного центра хирургической ангионеврологии.

## Биография
Родился в 21 июня 1943 года в Ташкенте.
В 1966 году окончил Ташкентский Государственный медицинский институт и до 1969 года работал хирургом, заведующим хирургическим отделением Медико Санитарной Части «Главголодностепстроя» (г. Янгиер).
С 1969 года профессиональная биография связана с Ташкентским медицинским институтом, где до 1974 года работал под руководством академика Республики Узбекистан У. А. Арипова последовательно стажером — исследователем, ассистентом и доцентом кафедры факультетской хирургии.
Помимо работы в специализированных отделениях в этот период Шавкат Каримов увлеченно работает по проблеме клинической трансплантологии, участвует в пересадках трупной почки и от живых доноров. Результатом проведенных исследований явилась кандидатская диссертация «Иммунодепрессивная терапия ослиным антилимфоцитарным глобулином и госсиполбарбитуровой кислотой при аллотрансплантации почки», которую он защитил в 1971 году.
С 1974 по 1977 годы Шавкат Каримов находился в научной командировке в отделение хирургии сосудов института сердечнососудистой хирургии имени Бакулева, где под руководством академика А. В. Покровского им выполнена докторская диссертация «Диагностика и хирургическое лечение окклюзий брюшной аорты» и успешно защищена в 1981 году.
В период с 1977 по 1979 годы он работал заместителем директора НИИ кардиологии Министерство Здравоохранения Республики Узбекистан, когда впервые в Республике начали внедрять коронарографию.
В 1979 году Шавкат Каримовым на базе клиники была организована кафедра госпитальной хирургии Ташкентского Государственного медицинского института.
Шавкат Каримовым создана школа единомышленников, состоящая из активных, целеустремленных научных работников и высокопрофессиональных хирургов. Им и его учениками разработаны приоритетные направления по проблемам разлитого перитонита, сосудистой и торкальной патологии, хирургических аспектов диабета, а исследования по вопросам механической желтухи, портальной гипертензии, осложненной профузным кровотечением, реконструированные операции на экстракраниальных сосудах при хронической сосудистой мозговой недостаточности получили всемирное признание.
С 1991 по 1998 годы работал на посту Министра здравоохранения Республики.
С 2004 по 2005 годы работал на посту Ректора 2-Ташкенсткого Государственного медицинского института.
С 2005 по 2016 годы работал на посту Ректора Ташкентской Медицинской Академии.
С 2016 по нынешнее время — Директор Республиканского Специализированного центра хирургической ангионеврологии.
Профессор Шавкат Ибрагимович Каримов автор более 600 научных работ, 29 монографий, 10 учебников, 30 методических рекомендаций.
Под его руководством проведено более 30 научных конференций различного уровня.
Он является главный редактором журнала «Вестник Ташкентской Медицинской Академии», член редакционного совета журналов «Хирургия», «Ангиология и сосудистая хирургия», «Анналы хирургической гепатологии», «Медицинский журнал Узбекистана», «Хирургия Узбекистана», «Вестник экстренной медицинской помощи».

## Достижения
В 1993 г. за достойный вклад в научную, практическую и педагогическую деятельность ему присвоено звание заслуженного деятеля науки Республики Узбекистан, а в 1995 году он избран академиком Академии наук Республики Узбекистан.
В 1996 г. Шавкат Ибрагимович Каримов избран почетным академиком международной академии науки и образования США. В том же году он избран почетным членом ассоциации Н. И. Пирогова.
С 1998 г. он является членом Всемирной ассоциации гастроэнтерологов, Европейского общества сосудистых хирургов.
В 2006 г. за большой вклад в развитие медицины Шавкат Каримов награжден орденом Н. И. Пирогова Европейской Академии естественных наук.
В 2007 г. он награжден орденом «Фидокорона хизматлари учун».
В 2013 г. награждение орденом «Дўстлик».